# Rebeka (film, 1940)
Rebeka (angleško Rebecca) je ameriški romantični psihološki triler iz leta 1940, ki ga je režiral Alfred Hitchcock. To je bil zanj prvi ameriški projekt in prvi film s producentom Davidom O. Selznickom. Scenarij sta napisala Robert E. Sherwood in Joan Harrison, priredbo pa Philip MacDonald in Michael Hogan, in temelji na istoimenskem romanu Daphne du Maurier iz leta 1938. V glavnih vlogah nastopata Laurence Olivier kot malodušen aristokratski vdovec Maxim de Winter in Joan Fontaine kot mladenka, ki postane njegova druga žena, v stranskih vlogah pa Judith Anderson, George Sanders in Gladys Cooper. Film je gotska zgodba, posneta v črno-beli tehniki. Maximova prva žena Rebeka, ki je že umrla in njena podoba ni nikoli prikazana, je vseeno stalno prisotna preko svojega slovesa in spominov v življenjih Maxima, njegove nove žene in gospodinje Danvers.
Film je bil premierno prikazan 21. marca 1940 v Miamiju in 12. aprila drugod po ZDA. Izkazal se je za finančno uspešnega in je naletel na dobre ocene kritikov. Na 13. podelitvi je bil nominiran za oskarja v za to leto rekordnih enajstih kategorijah, osvojil pa nagradi za najboljši film in fotografijo. To je edini Hitchcockov oskar za najboljši film v dolgi karieri. Ameriški filmski inštitut ga je leta 2001 uvrstil na 80. mesto stotih najboljših ameriških trilerjev. Leta 2018 ga je ameriška Kongresna knjižnica izbrala za ohranitev v okviru Narodnega filmskega registra zavoljo njegove »kulturne, zgodovinske ali estetske vrednosti«.

## Vloge
- Joan Fontaine kot druga ga. de Winter
- Laurence Olivier kot George Fortescue Maximilian »Maxim« de Winter
- Judith Anderson kot ga. Danvers
- George Sanders kot Jack Favell
- Reginald Denny kot Frank Crawley
- Gladys Cooper kot Beatrice Lacy
- C. Aubrey Smith kot Colonel Julyan
- Nigel Bruce kot Major Giles Lacy
- Florence Bates kot ga. Edythe Van Hopper
- Edward Fielding kot Frith
- Melville Cooper kot mrliški oglednik
- Leo G. Carroll kot dr. Baker
- Leonard Carey kot Ben
- Lumsden Hare kot g. Tabbs
- Forrester Harvey kot Chalcroft
- Philip Winter kot Robert